# خافيير دي لا روزا
خافيير دي لا روزا (بالإسبانية: Javier de la Rosa)‏ هو محامي وشخصية أعمال وسمسار إسباني، ولد في 29 سبتمبر 1947 في برشلونة في إسبانيا.